# Nagorni (Orenburg)
|  | Per a altres significats, vegeu «Nagorni». |

Nagorni (en rus: Нагорный) és un poble (un possiólok) de l'óblast d'Orenburg, a Rússia, segons el cens del 2010 tenia 5 habitants, pertany al municipi de Iasnogorski.